# Biofilie
Hypotéza biofilie (nazývaná také BET) označuje, že lidé mají vrozenou tendenci hledat spojení s přírodou a jinými formami života. Edward O. Wilson uvedl a popularizoval hypotézu ve své knize Biophilia (1984). Definuje biofilii jako „nutkání sdružovat se s jinými formami života“.

## Láska k živým systémům
Termín „biofilie“ znamená „láska k životu nebo živým systémům“. Erich Fromm ho poprvé použil k popisu psychologické orientace přitahování ke všemu, co je živé a vitální. Wilson používá tento termín ve stejném smyslu, když navrhuje, že biofilie popisuje „souvislosti, které lidé podvědomě hledají se zbytkem života“. Navrhl možnost, aby hluboká příslušnost lidí k jiným formám života a přírodě jako celku byla zakořeněna v naší biologii. Na rozdíl od fobií, což jsou averze a obavy, které lidé mají z věcí ve svém prostředí, jsou přitažlivými a pozitivními pocity, které lidé mají vůči organismům, druhům, stanovištím, procesům a objektům ve svém přirozeném prostředí. Ačkoli biofilii pojmenoval Fromm, koncept biofilií byl navržen a definován mnohokrát. Aristoteles byl jedním z mnoha, kdo předložil koncept, který lze shrnout jako „lásku k životu“. Pojmem přátelství Aristoteles evokuje myšlenku reciprocity a to, jak přátelství prospívá oběma stranám více než jen jedním způsobem, ale zejména jako štěstí.
V knize Děti a příroda: Psychologická, sociokulturní a evoluční vyšetřování vydaná Peterem Kahnem a Stephenem Kellertem je zdůrazněna důležitost zvířat, zejména těch, s nimiž si dítě může rozvíjet pečovatelský vztah, zejména pro rané a střední dětství. Kapitola 7 téže knihy popisuje pomoc, kterou mohou zvířata poskytnout dětem s poruchami autistického spektra.

## Produkt biologické evoluce
Lidské preference k věcem v přírodě, i když jsou zdokonaleny zkušenostmi a kulturou, jsou hypoteticky produktem biologické evoluce. Například dospělí savci (zejména lidé) jsou obecně přitahováni k obličejům savců a přitahují se napříč druhy. Velké oči a malé rysy jakéhokoli mladého savčího obličeje jsou mnohem přitažlivější než oči dospělých.
Podobně tato hypotéza pomáhá vysvětlit, proč se obyčejní lidé starají a někdy i riskují své životy, aby zachránili domácí a divoká zvířata a udržovali rostliny a květiny v jejich domovech a kolem nich. Jinými slovy, naše přirozená láska k životu pomáhá udržovat život.
Květiny také často naznačují potenciál potravy v pozdější době. Většina ovoce začíná svůj vývoj jako květiny. Pro naše předky bylo zásadní lokalizovat, detekovat a pamatovat si rostliny, které by později mohly poskytovat výživu.

## Biofilie a ochrana přírody
Vzhledem k našemu technologickému pokroku a více času strávenému uvnitř budov a automobilů se tvrdí, že nedostatek biofilních aktivit může posílit odpojení lidí od přírody. I když se ukázalo, že mezi lidmi je silná touha, aby se znovu spojili s přírodou. Znepokojení z nedostatku spojení se zbytkem přírody spočívá v tom, že silnější ignorování rostlin, zvířat a i méně přitažlivých divokých oblastí by mohlo vést k další degradaci ekosystémů a ztrátě druhů. Obnovení spojení s přírodou se proto stalo v oblasti ochrany přírody stále důležitější. Příkladem je více dostupné zeleně ve městech a jejich okolí, více vyučovacích hodin zaměřených na přírodu a zavádění chytrého designu pro zelenější města, který do nich začleňuje ekosystémy, jako jsou biofilní města. Tato města se také mohou stát součástí koridorů divoké zvěře, které pomohou s migračními a územními potřebami jiných zvířat.

## Biofilní design
V architektuře je biofilní design jednou ze strategií designu, která zahrnuje opětovné spojení lidí s přírodním prostředím. Může to být považováno za nezbytný doplněk k zelené architektuře, která snižuje dopady zastavěného světa na životní prostředí, ale nezabývá se opětovným propojením člověka s přírodním světem. Caperna a Serafini definují biofilní design jako druh architektury, která je schopna uspokojit naše vrozené potřeby spojení se životem a životními procesy. Podle Caperny a Serafiniho je biofilní architektura je charakterizována následujícími prvky: i) naturalistický rozměr; ii) celistvost místa, tj. „základní struktura místa“; iii) „geometrická koherence“, to znamená, že fyzický prostor musí mít takovou geometrickou konfiguraci, aby bylo možné vyvinout spojení lidský rozměr a zastavěné a přirozené prostředí. Podobně byl biofilní prostor definován jako prostředí, které posiluje život a podporuje sociologické a psychologické složky, jinými slovy, je schopen:
(i) uvolnit náš kognitivní systém, podporovat ho při shromažďování a uznávání více informací nejrychlejším a nejefektivnějším způsobem;
(ii) podporovat optimálně náš senzorický systém z hlediska neuromotorického vlivu, vyhýbat se jak depresivním, tak vzrušujícím účinkům;
(iii) vyvolávat emotivní a biologické posílení na nervové úrovni;
(iv) podle mnoha klinických důkazů podporuje neuroendokrynový a imunologický systém, zejména u lidí, kteří jsou ve špatném fyzickém stavu.
Je to i okno v místnosti s výhledem na rostliny, které pomáhá urychlit proces hojení pacientů v nemocnicích. Stejně působí rostliny v místnostech pacientů v nemocnicích na rychlejší uzdravení.

## Biofilie v beletrii
Kanadská autorka Hilary Scharper výslovně upravila koncept biofilií EO Wilsona pro její ekogotický román Perdita. V románu Perdita (míněno „ztracený“) je mytologická postava, která přinese biophilii lidstvu.

## Rozvoj
Hypotéza se od té doby vyvinula jako součást teorií evoluční psychologie v knize The Biophilia Hypothesis, kterou vydali Stephen R. Kellert a Edward O. Wilson a Lynn Margulis. Práce Stephena Kellerta se také snaží stanovit běžné lidské reakce na vnímání rostlin a zvířat a představy o rostlinách a zvířatech a vysvětlit je v podmínkách lidské evoluce.